# Chipie et Clyde
 (juillet 2023).
Chipie & Clyde est la toute première série française réalisée en image de synthèse et en temps réel,,. Elle a été diffusée entre septembre 1993 et mars 1994 sur Canal+ (rediffusion cryptée durant l'été 1994). Cette série est constituée de 26 épisodes de 6 minutes chacun. 
La série fut produite par la société Médialab (fondée par Alain Guillot) qui a confié la conception artistique et la direction du projet à Annie Dautane. Elle choisit Alain Duval pour la création graphique des personnages du loup Clyde et de la petite fille Chipie, souhaitant faire une parodie déjantée du Petit Chaperon Rouge. Sur les conseils de la directrice des programmes jeunesse de Canal+, Françoise Raymond, Annie Dautane fit appel au dialoguiste de Décode pas, Bunny pour élaborer un concept textuel pouvant mettre en scène les deux personnages. Une fois le concept trouvé, Henry Steimen s'adjoignit les services de l'auteur Peter Berts pour le décliner en 26 épisodes.

## Synopsis
Clyde, le loup, emménage dans son nouvel appartement, un loft situé dans le quartier des artistes, et fait la connaissance de la fille de ses logeurs : une adolescente du nom de Chipie, dont le rôle sera de lui apporter un repas dès qu'il en fera la demande. Mais dès leur première rencontre, la jeune fille se montre désagréable et sans gêne, allant jusqu'à se moquer de lui. Le loup perd alors ses moyens et insulte Chipie (censuré par un « bip ») ce qui semble étrangement satisfaire cette dernière. En effet, l'adolescente a le pouvoir d'emmener ses victimes dans des mondes parallèles et s'en sert à chaque injure prononcée. Clyde en fera dorénavant les frais et devra y subir une ou plusieurs épreuves pour obtenir le droit de retourner sur Terre.
À noter la présence d'une machine à dictons fixée à l'un des murs du loft. Aussi appelée « Bouche murale » par Clyde, cette machine est une bouche (probablement métallique) qui invente toute sorte de proverbes pour critiquer les actions de Clyde.

## Description
Chaque épisode est construit de la même façon : Clyde est dans son loft et travaille sur un projet ou s'exerce pour son prochain job (allant d'animateur télé à écrivain, en passant par cinéaste, acteur, compositeur, interprète, chercheur, publicitaire, jardinier... il sera même engagé pour essayer des matelas) puis appelle Chipie dès que la faim le gagne. Cette dernière arrive avec un plateau-repas et tente de le déstabiliser en critiquant son activité du moment. Clyde finit par craquer et insulte la jeune fille qui l'emmène aussitôt dans un monde parallèle dont le thème est directement en rapport avec l'activité du jour (une planète radiophonique quand Clyde est animateur radio, une planète médiatique quand il se présente aux élections présidentielles, ou encore une planète de hip hop quand il compose une chanson pour les enfants). Clyde doit alors passer une épreuve elle aussi en rapport avec son travail (pour les exemples cités précédemment : écouter toutes les radios du monde avec le volume au maximum, trouver un programme présidentiel qui plaise aux gamins, ou encore chanter Au Clair de la Lune en rap) et retourne sur Terre dès celle-ci accomplie. L'épisode se termine sur son retour dans le loft et sur sa petite vengeance personnelle sur Chipie (cette dernière conclut alors l'épisode par la réplique « Je t'aurai, Clyde ! Je t'aurai »).
Le loft, unique décor du monde réel, est réalisé en trois dimensions alors que les mondes parallèles sont des dessins assistés par ordinateur. Par conséquent, la caméra se déplace librement dans le monde réel alors qu'elle est fixe dans les mondes parallèles.
Les textes des personnages sont une véritable mine de jeux de mots (même dans le titre de l'épisode) et les doublages sont d'excellente qualité puisque confiés à deux voix expérimentées dans ce domaine.

## Voix
- Martine Regnier : Chipie
- Luis Rego : Clyde
- Luc Hamet : voix secondaires dans l'épisode Dans la saveur du savon

## Liste des épisodes
1. Il était une fois...
2. Le loup dans la barjerie
3. Plein la tronche
4. Daube 50
5. Dans la chaleur de l'ennui
6. Tête à clap
7. Clyde & Clyde
8. Dans la saveur du savon
9. Beurk
10. Radio NRV
11. Fans au foyer
12. Tares 90
13. L'assassin habite au 421
14. Les barjouflus
15. 42 années lumière
16. Piqûre de mystique
17. Langues vivantes
18. Tiens? Des tritus...
19. Noyeux joël
20. Les echtra-terrestes
21. Votez Clyde
22. Docteur Débile et Mister Clyde
23. Tam-tam
24. Peinture sur soi
25. Ce cher disparu
26. Et ils eurent beaucoup de fans

Les épisodes Piqûre de mystique, Langues vivantes, Tien? Des tritus... et Noyeux joël ont été diffusés dans l'ordre inverse lors de la première diffusion sur Canal+.